# Edwardsiana nicolovae
Edwardsiana nicolovae är en insektsart som beskrevs av Dlabola 1967. Edwardsiana nicolovae ingår i släktet Edwardsiana och familjen dvärgstritar. Inga underarter finns listade i Catalogue of Life.